# Ситнік Віоліна Вікторівна
Ситнік Віоліна Вікторівна (нар. 15 серпня 1986, с. Лівинці Кельменецького району, Чернівецька область) — українська письменниця, комунікаційниця, журналістка, літературний редактор, співзасновниця та головний редактор літературно-мистецького часопису «PHOENIX» (2014-2016 рр.).

## Біографія
Народилася 15 серпня 1986 р. у с. Лівинці Кельменецького району Чернівецької області. 
Навчалася в Кельменецькій гімназії. Закінчила факультет української філології та журналістики Кам’янець-Подільського національного інверситету ім. І.Огієнка. 
Працювала в обласній газеті «Кам’янецький часопис «КлюЧ», Кам’янець-Подільській міській раді, Хмельницькій обласній державній адміністрації. Була співзасновником та головним редактором літературно-мистецького часопису «PHOENIX» (2014-2016 рр.).

## Творчість
Авторка збірки оповідань «Особистий простір» («Твердиня»), підліткових повістей "Маски чужих ролей", "Лалі" та "Лалі. Саньок і Вадик" (видавничий центр "Академія"), психологічних трилерів-детективів "Він знає, коли ти помреш" і "Без вини винний" ("Фоліо"), фентезі "Грішний" (видавництво "ТАК").
Співавторка збірок веселих дівочих оповідань «Балачки про все на світі» (Discursus) та «Теревені аж до ранку» (Discursus). Співавторка збірок оповідань «Теплі історії про кохання» («Брайт Букс»), «Теплі історії у стилі блюз («Брайт Букс»)», «Теплі історії в конвертах» («Брайт Букс»), «Птица» («Книгоноша»), «Перше побачення» («Академія»), «Різдво через Збруч» («КМ-букс»), «Великдень через Збруч» («КМ-букс»), «Бойфрендз. 13 історій про жінок, чоловіків та динозаврів» («Брайт Букс»), “Електрифіковане та українізоване. Українське місто сто років тому” (“Темпора”), "Демони бажань" ("Академія"). 
Коротка анотація до підліткової повісті "Маски чужих ролей":
«Денис шукає батька, а знаходить Ярину – дівчину своєї мрії. Іванка, популярна інста-блогерка, не гребує жодною можливістю, аби хайпанути. А мажор Єгор, знудившись від принад життя, гасає по лезу ножа в пошуках адреналіну. Усі вони ховаються за масками. І все-таки втекти від реальності не вдасться нікому з них».
Анотація до психологічного трилера-детективу "Він знає, коли ти помреш":
"...Маньяками не народжуються, ними стають, і часто через (без)діяльність найближчих людей. Саме до цього висновку з часом дійде журналістка Регіна Осипенко. Але спочатку місто сколихне  серія дивних убивств. Єдине, що пов’язує жертви, — всі вони у соцмережі проходили тест «Дізнайся, коли ти помреш», створений загадковим Пророком. Професійне чуття Регіни підказує: смерті не випадкові. Та коли від рук Пророка помирає її найближча подруга, журналістка не може стояти осторонь. Разом із капітаном поліції Ігорем Зацерківним, з яким її пов’язують давні і дивні стосунки, вона кидається у вир розслідування і... потрапляє в пастку".
Анотація до психологічного трилера-детективу "Без вини винний":
"Після загибелі маніяка Пророка, який заподіяв їй невимовних страждань, журналістка Регіна Осипенко намагається зліпити докупи розбите життя. Та звістка про вагітність вибиває землю з-під ніг і їй, і коханому — капітану поліції Ігорю Зацерківному. Дитина — це щастя чи прокляття? Чи стане Регіна хорошою матір’ю, адже сама такої не мала? Чи не помилилася вона, пірнувши з головою у нові (старі) стосунки? Та коли Регіна наче знаходить відповіді на всі свої запитання, раптом зникає колишня дружина її коханого, і всі підозри падають на нього. Регіна обіцяє відшукати винного і відновити чесне ім’я Зацерківного. І допоможе їй у цьому новий друг. Та чи просто друг?
«Без вини винний» — продовження психологічного трилеру-детективу «Він знає, коли ти помреш». І нова історія не менш заплутана". 
Коротка анотація до підліткової повісті "Лалі": 
"Лалі Корчилава вже кілька років, як переїхала в Україну, але своєю стати не вдалося. Удома, у Сакартвело, залишилися друзі, а тут - суцільна насторожена допитливість, прізвисько Чурчхела і хлопці, у почуттях до яких непросто розібратися. У Лалі є багато мрій, але щоб їх здійснити, необхідно бути сміливою, а ще - обстояти право на свій вибір". 
Коротка анотація до повісті "Лалі. Саньок і Вадик": 
"Війна знову прийшлав дім Лалі. Поміж сигналами повітряних тривог і звуками вибухів вона намагається жити те життя, яке їй дісталося: вчиться в університеті, волонтерить і вкотре пробує розібратися у своїх почуттях до Санька і Вадика". 
Коротка анотація до роману "Грішний": 
"У світі, де існує добро і зло, є також ті, хто ними керує. Зазвичай носіями добра постають непорочні ангели, а зло ж людям пропонують страшні демони й грішники. Та що як одного дня тебе прийде спокушати не страшне рогате чудовисько, а доволі симпатичний, стильний юнак?
Данел — один із таких грішних ангелів, на плечах якого лежить відповідальність за долю простої дівчини Каті. Чи здатен він зробити так, щоб шальки її терезів похитнутися в темний бік? Невже крижане серце грішника зможе розтанути й сповнитися зовсім незнайомим йому, суто людським почуттям, яке здатне перевертати життя з ніг на голову, долати час і простір, порочити й очищати? Кохання… Куди ж вона заведе нашого ангела? І чи зможе він виплутатися з цієї халепи?"

## Нагороди
- Дипломантка Міжнародного літературного конкурсу молодих літераторів «Гранослов – 2016».

- Фіналістка конкурсу «Новела по-українськи-2017».

- Фіналістка конкурсу підліткових оповідань «Love is...».

- Фіналістка літературного конкурсу «КМ-букс» (2019 р.).

- Фіналістка конкурсу історичних оповідань «Proминуле» (2020 р.).

- Дипломантка “Молодої Коронації-2020”.
- Переможниця "Молодої КороНації-2021" у номінації "Романи" (16-21 рік)
- Дипломантка "Коронації слова-2022" (відзнака "Вибір видавця").
- Підліткова повість "Лалі" увійшла до каталогу “Українська дитяча література 2024”, переліку книг на гендерну, феміністичну тематику, про становище жінок в Україні, (пере)виданих та анонсованих у 2024 році, Довгого списку найкращих дитячих і підліткових видань 2024 року від Лабораторії дитячого читання “Барабука” та Довгий список найпопулярніших книжок за версією читачів дитячих бібліотек (2025 р.)